# La Chapelle-Montreuil
La Chapelle-Montreuil foi uma comuna francesa na região administrativa da Nova Aquitânia, no departamento de Vienne. Estendia-se por uma área de 24,53 km². Em 2010 a comuna tinha 662 habitantes (densidade: 27 hab./km²).
Em 1 de janeiro de 2019, passou a fazer parte da nova comuna de Boivre-la-Vallée.